# Althepus lehi
Espèce
Althepus lehi est une espèce d'araignées aranéomorphes de la famille des Psilodercidae.

## Distribution
Cette espèce est endémique du Sarawak en Malaisie orientale. Elle se rencontre vers Semengoh.

## Description
Le mâle holotype mesure 3,35 mm et la femelle paratype 3,85 mm.

## Étymologie
Cette espèce est nommée en l'honneur de Charles Leh Moi Ung.

## Publication originale
- Deeleman-Reinhold, 1985 : New Althepus species from Sarawak, Sumatra and Thailand (Arachnida: Araneae: Ochyroceratidae). The Sarawak Museum journal, vol. 35, p. 115-123.